# Tirídates I da Pártia
Tirídates foi, segundo algumas versões, um dos primeiros reis da Pártia, logo após seu estabelecimento como reino independente do Império Selêucida.

## Nome
Tiridates (Τιριδάτης, Tiridátēs) é a forma latina do armênio Terdate (Տրդատ, Trdat), que derivou do persa antigo Tiridata (*Tiridata-), "dado/criado por Tir". Foi registrado em grego como Terdates (Τηρδὰτης, Tērdàtēs), Teridates (Τηριδάτης, Tēridátēs), Teridácio (Τηριδάτιος, Tēridátios) e Tiridácio (Τιριδάτιος, Tiridátios).

## Vida
De acordo com o texto Pártica, de Arriano, preservado em epítome por Fócio, Ársaces e Tirídates eram irmãos, descendentes de Ársaces, filho de Friapácio. Os dois irmãos, com mais cinco cúmplices, assassinaram Pherecles, sátrapa da Pártia indicado por Antíoco Teos, em vingança por uma ofensa que o sátrapa havia feito a um deles, em seguida, expulsaram os macedônios e estabeleceram um governo próprio, tornando a Pártia tão poderosa que se tornou um desafio até para os romanos, e algumas vezes derrotando-os.
Na epítome de Jorge Sincelo, os irmãos Ársaces e Tirídates descendiam de Artaxerxes, rei da Pérsia, e se revoltaram contra Agátocles, sátrapa da Báctria. Agátocles havia se apaixonado por Tirídates, e havia tentado raptar o jovem, sendo morto por Arsaces. Ársaces se tornou rei dos persas, mas foi morto dois anos depois, sendo sucedido por Tirídates, que reinou por trinta e sete anos.